# San Miniato
San Miniato (già San Miniato al Tedesco) è un comune italiano di 27 826 abitanti della provincia di Pisa in Toscana.
Il centro storico della città sorge in posizione strategica su un colle a metà strada tra Firenze e Pisa, per cui fu, in epoca medievale, scena di molteplici scontri fra le due città, fino alla definitiva conquista fiorentina. Sede di diocesi, San Miniato è un importante centro economico e industriale della zona del cuoio di Ponte a Egola ed è famoso per i suoi tartufi bianchi e prodotti vinicoli e oleari.

## Geografia fisica
Il nucleo storico della cittadina si estende su tre colli confinanti lungo la piana dell'Arno, a 140 m s.l.m., con un impianto urbanistico medievale intatto. La posizione era particolarmente felice per il controllo dei principali assi viari e fluviali della zona, dalla via Francigena alla via pisano-fiorentina e dall'Arno all'Elsa. A valle, sul lato nord ovest del territorio comunale, si trova Ponte a Egola (29 m s.l.m.), che ne rappresenta la parte industriale (attiva nella lavorazione delle pelli e del cuoio), sviluppatasi a partire dagli anni cinquanta dell'Ottocento. Ciò ha permesso una sostanziale conservazione del centro storico, oggi vocato soprattutto come meta turistica, e delle terre agricole del lato sud, dominate dalle coltivazioni della vite e dell'olivo.
- Classificazione sismica: zona 3s (sismicità bassa), Ordinanza PCM 3274 del 20/03/2003
- Classificazione climatica: zona D, 1513 GR/G
- Diffusività atmosferica: alta, Ibimet CNR 2002

## Storia

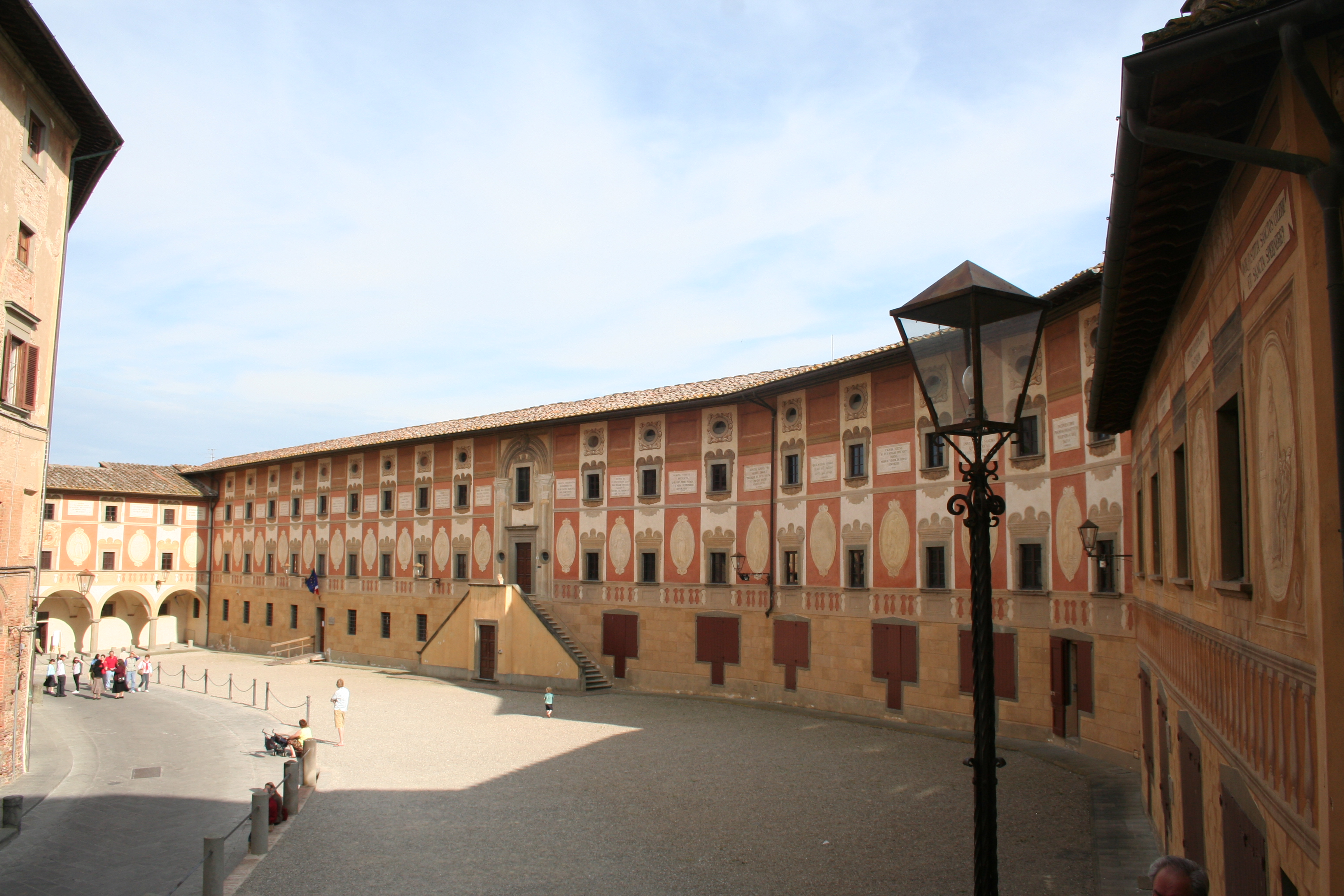
Seminario di San Miniato

Il nucleo originario della città risale all'VIII secolo: un gruppo di longobardi, secondo un documento originale datato 713 e conservato nell'Archivio Arcivescovile a Lucca, si stabilì su questo colle ed edificò una chiesa dedicata al martire Miniato. Federico II di Svevia eresse nella città la rocca e vi fece risiedere il suo vicario per la Toscana. Per questa origine germanica la città, di tradizione ghibellina, fu chiamata per tutto il medioevo come San Miniato al Tedesco, nome che è rimasto in uso anche nei secoli successivi.
Dopo aver siglato la pace con Firenze il 31 dicembre 1370, San Miniato adottò il calendario fiorentino in sostituzione di quello pisano e mutò il nome in San Miniato al Fiorentino, e poi semplicemente San Miniato.
Nel 1622 ottenne la cattedra vescovile e quindi la diocesi: fino ad allora faceva infatti parte della diocesi di Lucca.
Il giovane Napoleone visitò San Miniato per ben due volte. La prima fu per avere l'attestato di nobiltà della propria famiglia: i Buonaparte di Aiaccio avevano infatti lontane origini samminiatesi; l'attestato era necessario a Napoleone per poter accedere all'accademia militare francese. Successivamente vi fece ritorno durante la Campagna d'Italia, facendo visita all'ultimo superstite del ramo toscano della famiglia, il canonico Filippo Buonaparte. Una lapide affissa sul palazzo Buonaparte testimonia l'incontro lì avvenuto.
La città rimase nell'orbita fiorentina fino al 1925, quando fu ceduta alla provincia di Pisa.
La seconda guerra mondiale lasciò il segno nella città per via della strage del Duomo. Venne altresì distrutta una buona parte delle costruzioni medievali, tra cui la Rocca di Federico II, prontamente ricostruita negli anni successivi.

### Simboli
Lo stemma e il gonfalone della Città di San Miniato sono stati concessi con l'apposito decreto del presidente della Repubblica datato al 20 ottobre 2014.
Stemma
Gonfalone
Il decreto di concessione prevede un gonfalone bianco con la bordatura di rosso, in precedenza il Comune usava un drappo di rosso.
Bandiera
Motto
Il motto della città che compare sotto lo stemma comunale è: Sic Nos In Sceptra Reponis ("Così ci ricollochi nel regno", oppure anche "Così ci restituisci agli antichi onori").

## Monumenti e luoghi d'interesse

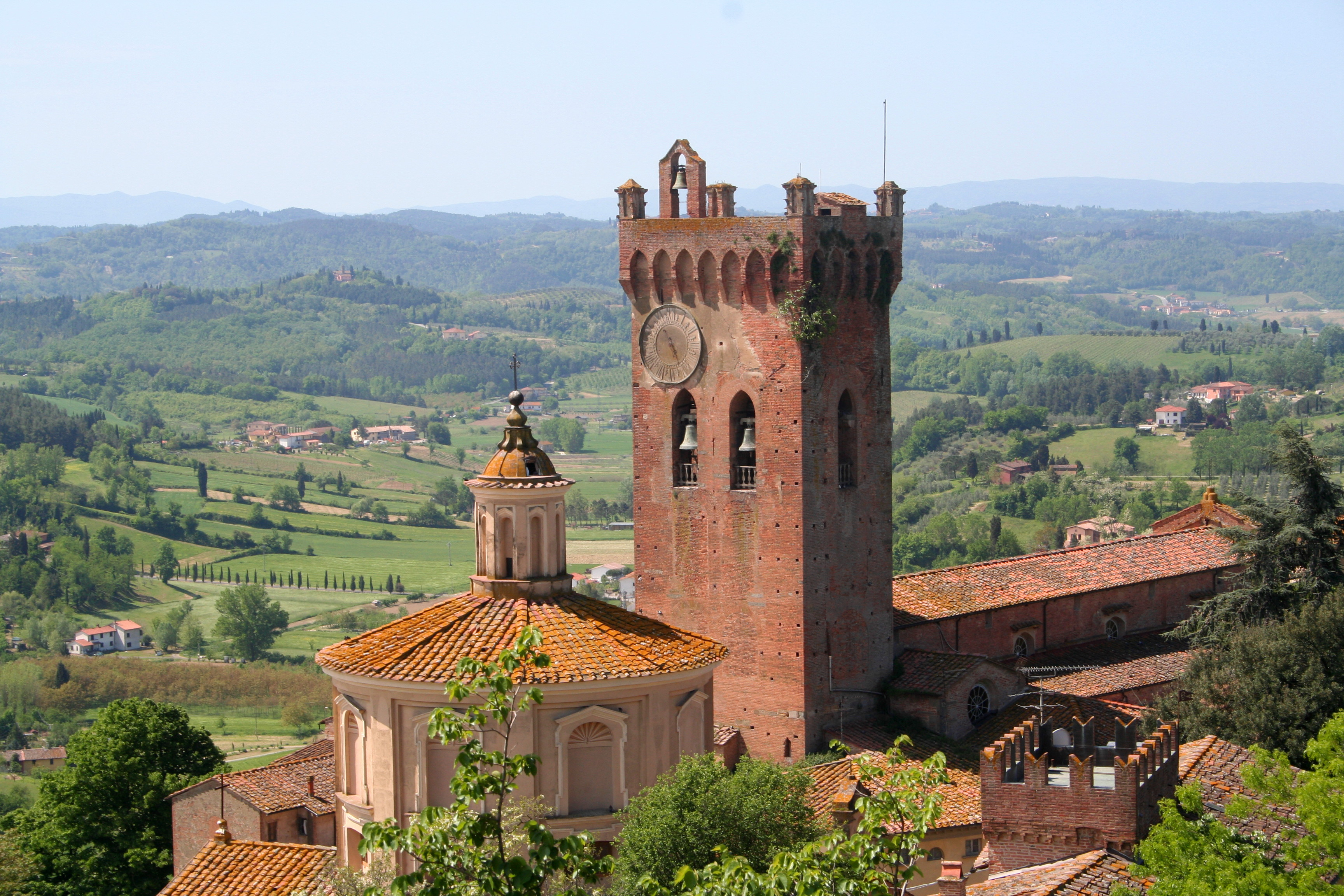
Campanile del Duomo e il tiburio della chiesa del SS. Crocifisso

### Architetture religiose

#### Cattedrale

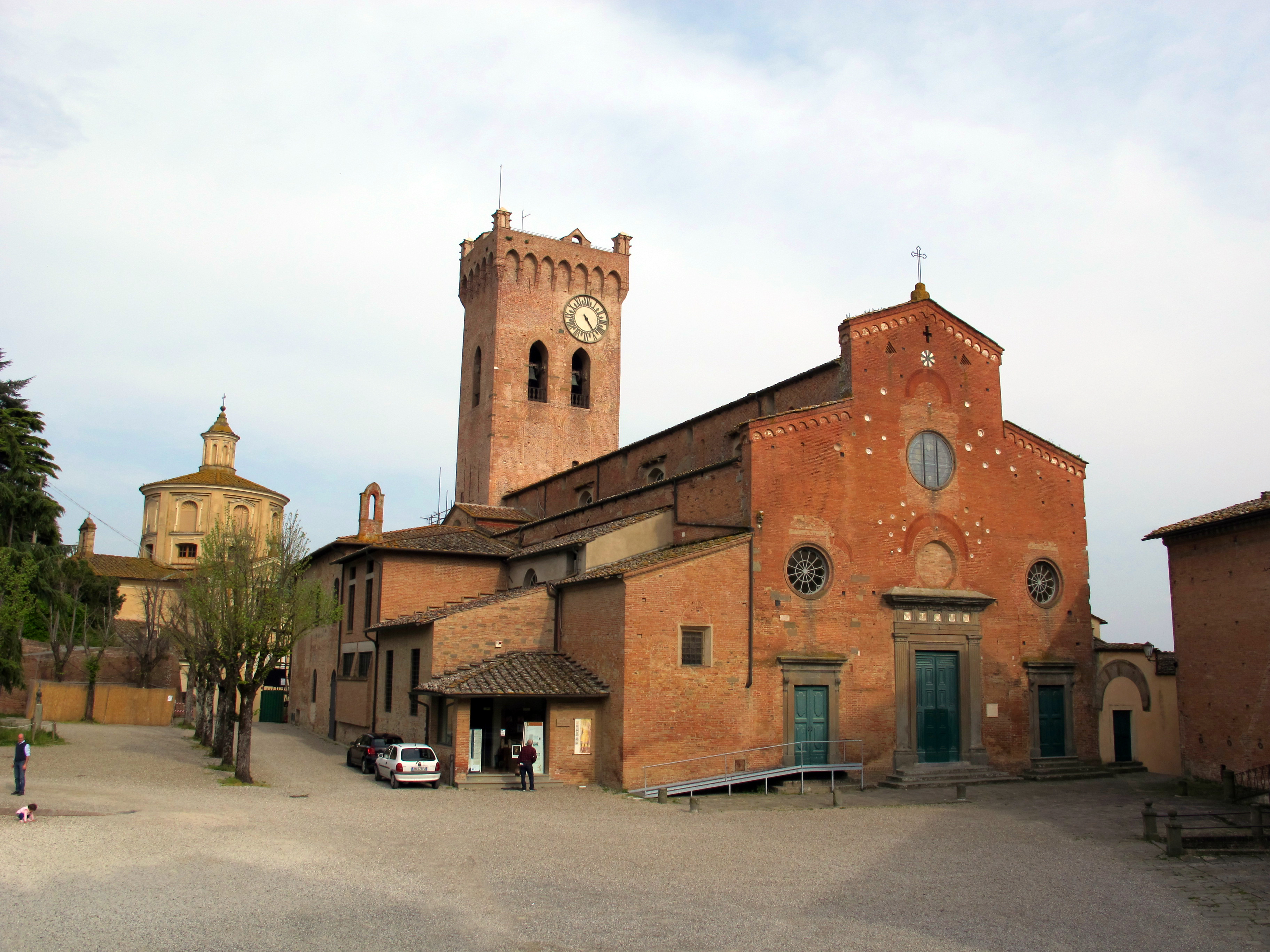

- Cattedrale di Santa Maria Assunta e di San Genesio

#### Chiese parrocchiali
- Chiesa dei Santi Stefano e Michele
- Chiesa della Santissima Annunziata
- Chiesa di Santa Caterina
- Chiesa di San Lorenzo Martire al Nocicchio
- Chiesa di San Pietro a Balconevisi
- Pieve di San Giovanni Battista a Cigoli
- Pieve di San Giovanni Battista a Corazzano
- Chiesa di San Donato a Isola
- Chiesa di San Pietro alle Fonti a La Scala
- Chiesa dei Santi Regolo e Lucia a La Serra
- Chiesa di San Germano a Moriolo
- Chiesa del Sacro Cuore a Ponte a Egola
- Chiesa dei Santi Filippo e Giacomo a Ponte a Elsa
- Chiesa di San Michele Arcangelo a Roffia
- Chiesa di San Quintino a San Donato
- Chiesa dei Santi Martino e Stefano a San Miniato Basso
- Chiesa di San Bartolomeo Apostolo a Stibbio
- Chiesa di Santa Lucia, in località Calenzano
- Chiesa dei Santi Ippolito e Cassiano, in località Marzana
- Chiesa di San Michele Arcangelo, in località Sant'Angelo a Montorzo
- Chiesa della Trasfigurazione di Nostro Signore Gesù Cristo a San Miniato Basso

#### Altre chiese
- Chiesa del Santissimo Crocifisso

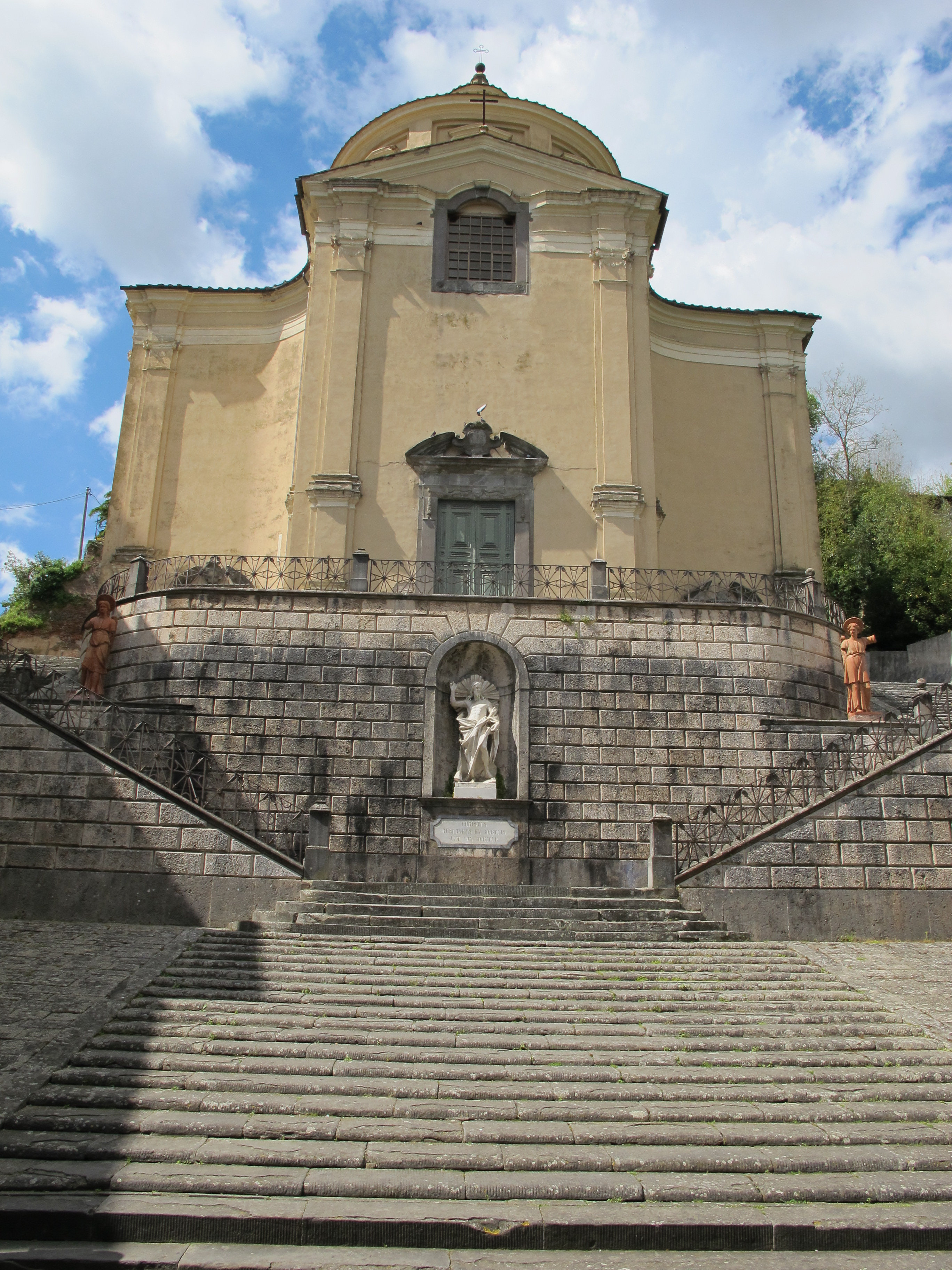
La chiesa del Crocifisso

- Chiesa di San Domenico (Santi Jacopo e Lucia)
- Chiesa di San Francesco
- Chiesa di San Paolo
- Chiesa di San Regolo a Bucciano
- Chiesa di Nostra Signora di Fatima e Santa Eurosia a Corazzano
- Chiesa di Santa Lucia a Cusignano
- Chiesa del Santissimo Salvatore a La Scala
- Chiesa di San Giuseppe Lavoratore a San Miniato Basso (località Ontraino)
- Chiesa di San Giorgio Martire, in località Canneto
- Chiesa di Santa Lucia, in località Montebicchieri
- Ex chiesa di San Martino a Faognana

#### Cappelle
- Cappella di San Genesio
- Cappella della Madonna di Loreto (il Loretino)
- Cappella dell'Assunta e di San Giovanni Battista (cappella del palazzo Vescovile)
- Ex oratorio della Crocetta
- Oratorio dei Santi Sebastiano e Rocco
- Oratorio di Santa Maria al Fortino
- Oratorio di Sant'Jacopo in Sant'Albino, nei pressi di Molino d'Egola
- Oratorio di San Matteo a Moriolo
- Oratorio di San Lazzaro a Ponte a Elsa

#### Abbazie, conventi, santuari
- Badia di Santa Gonda a Catena

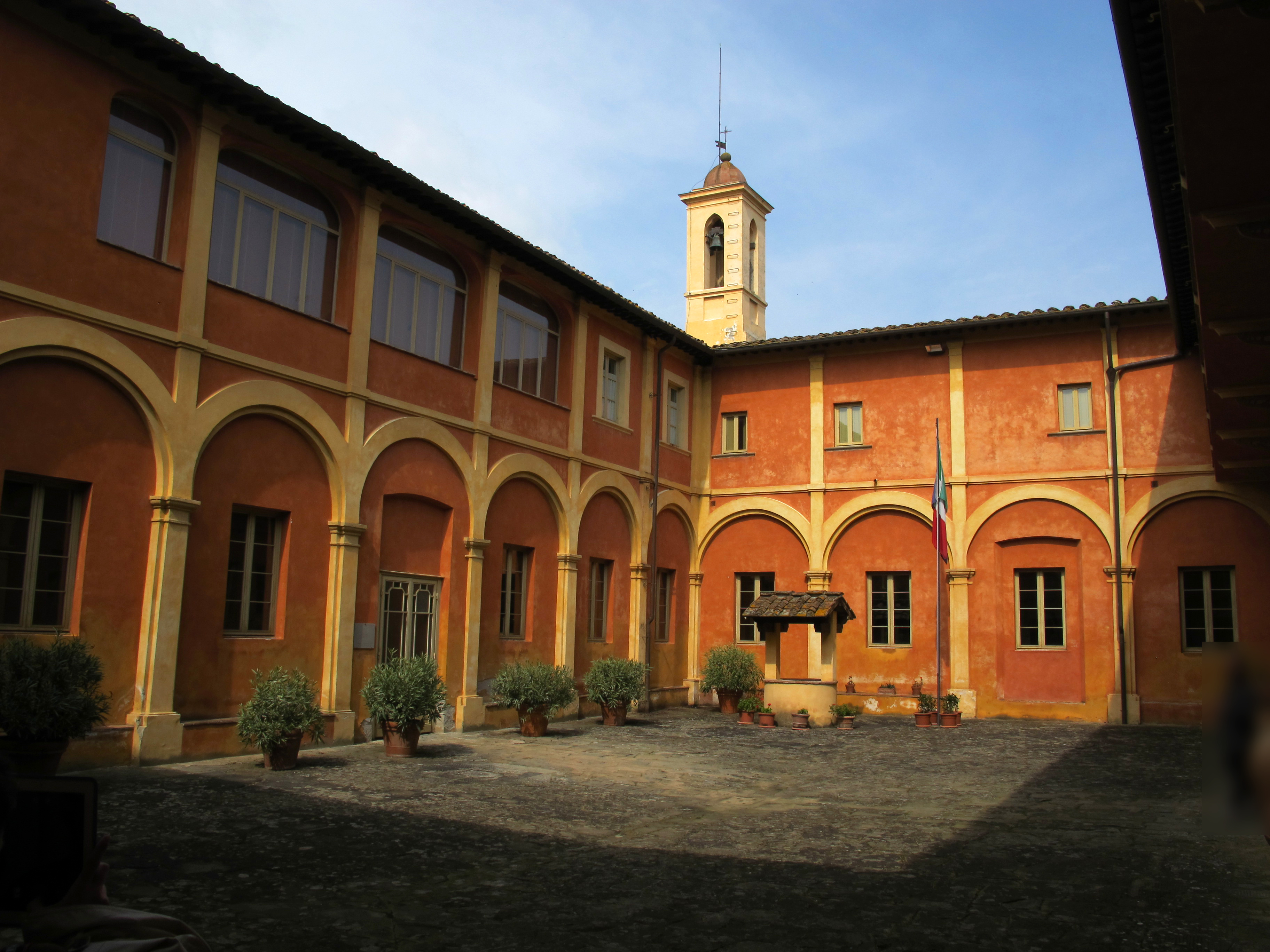
Il chiostro dell'ex monastero di Santa Chiara

- Convento dei Cappuccini, in località Calenzano
- Ex monastero della Santissima Trinità e oratorio della Misericordia
- Ex monastero di Santa Chiara
- Santuario della Madre dei Bambini a Cigoli

### Architetture civili

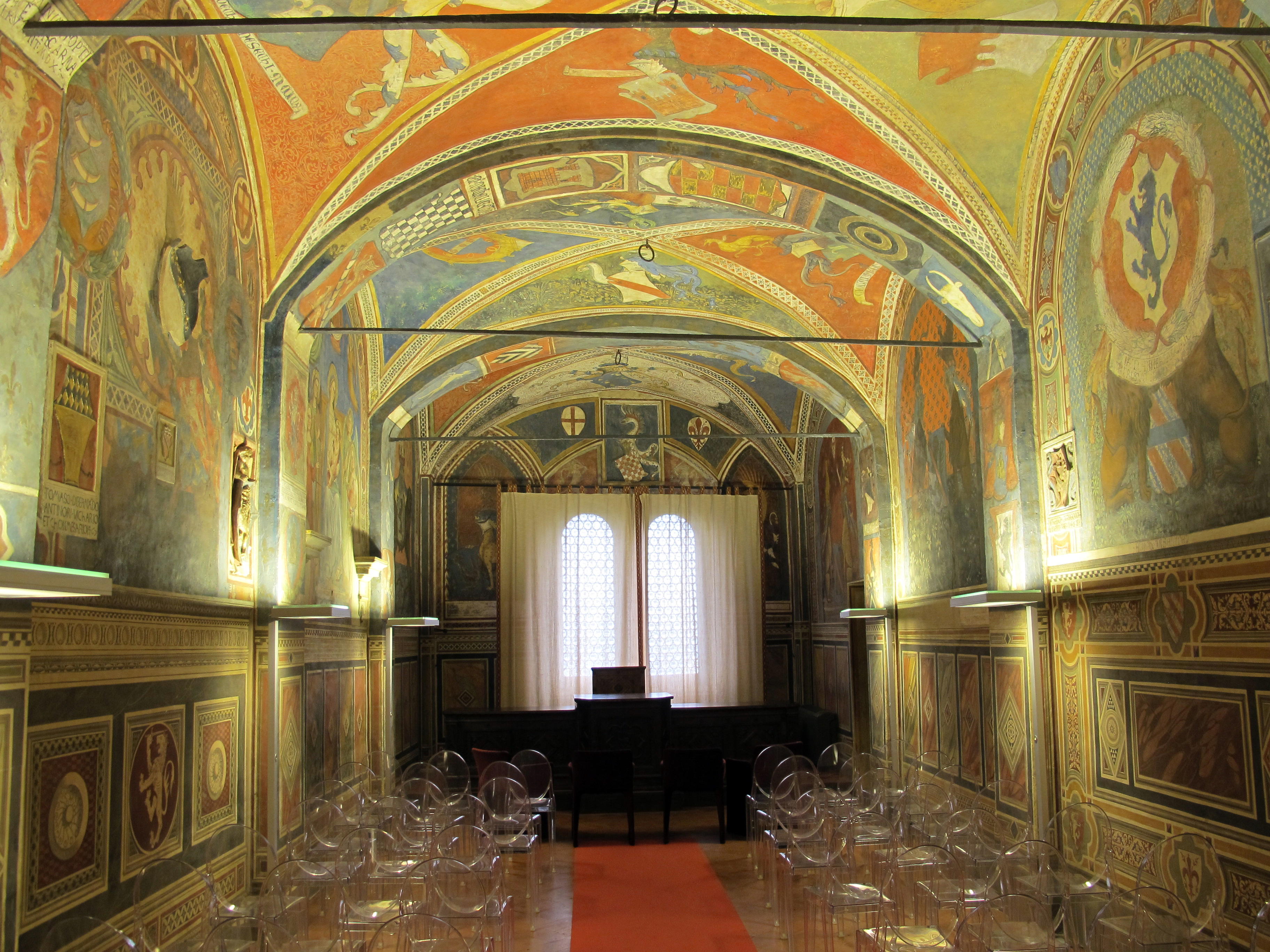
La sala delle Virtù nel palazzo Comunale

#### Palazzi
- Palazzo Comunale
- Palazzo Buonaparte
- Palazzo Pellicini-Pedroni
- Palazzo Formichini, già Buonaparte
- Palazzo Grifoni
- Palazzo Roffia
- Palazzo del Seminario
- Palazzo Vescovile
- Palazzo dei Vicari imperiali

#### Teatri
- Auditorium di San Martino
- Teatro di Quaranthana

### Architetture militari

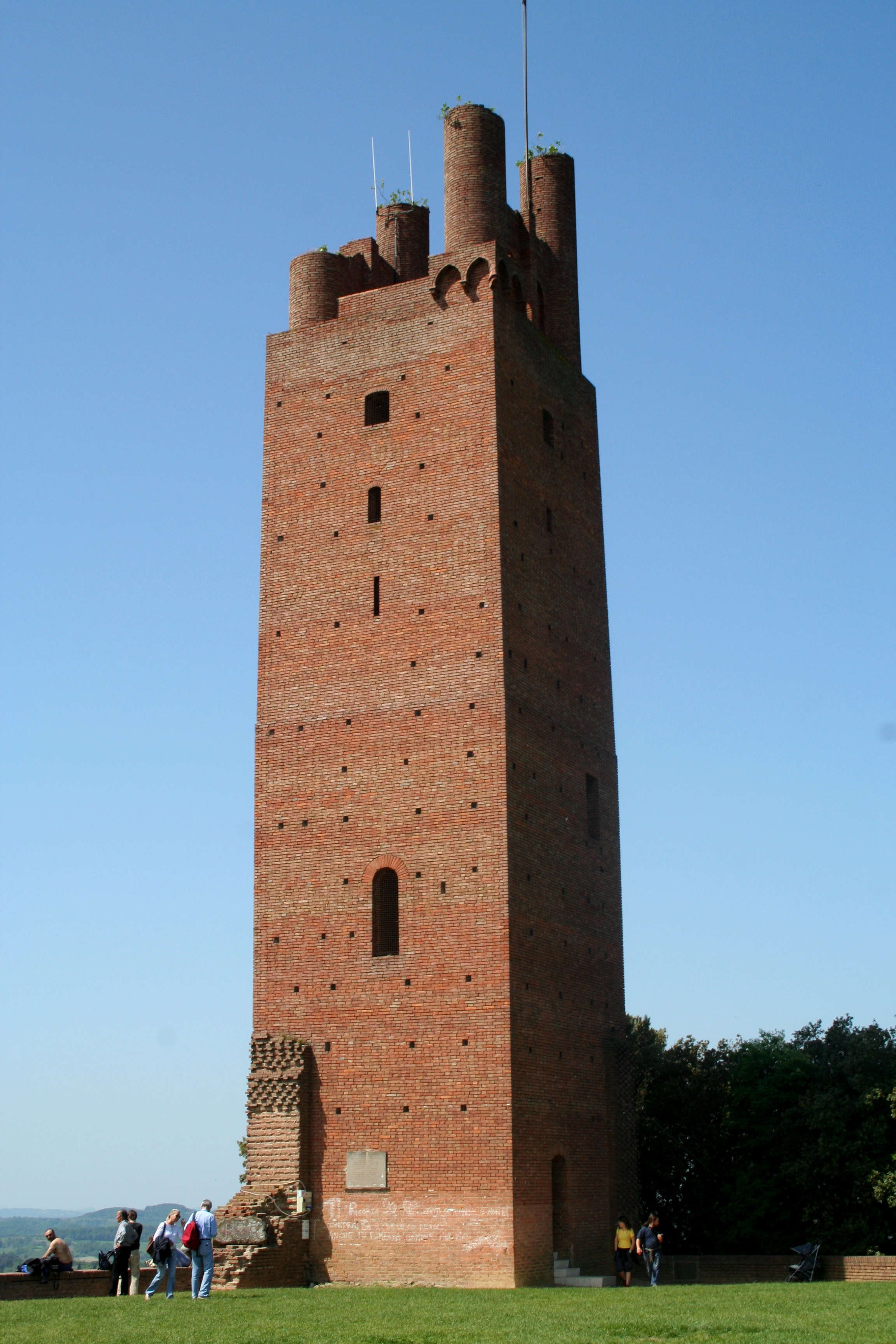
La rocca di Federico II

- Rocca di Federico II

### Siti archeologici
- San Genesio

## Società

### Evoluzione demografica
Abitanti censiti

### Etnie e minoranze straniere
Secondo i dati ISTAT al 31 dicembre 2018 la popolazione straniera residente era di 2 119 persone.
Le nazionalità maggiormente rappresentate in base alla loro percentuale sul totale della popolazione residente erano:
- Albania: 574 2,05%
- Romania: 273 0,99%

### Lingue e dialetti
A San Miniato viene parlato un dialetto di base fiorentina. Lo stesso parlato nei comuni confinanti già parte della Città metropolitana di Firenze.

## Cultura

### Istruzione

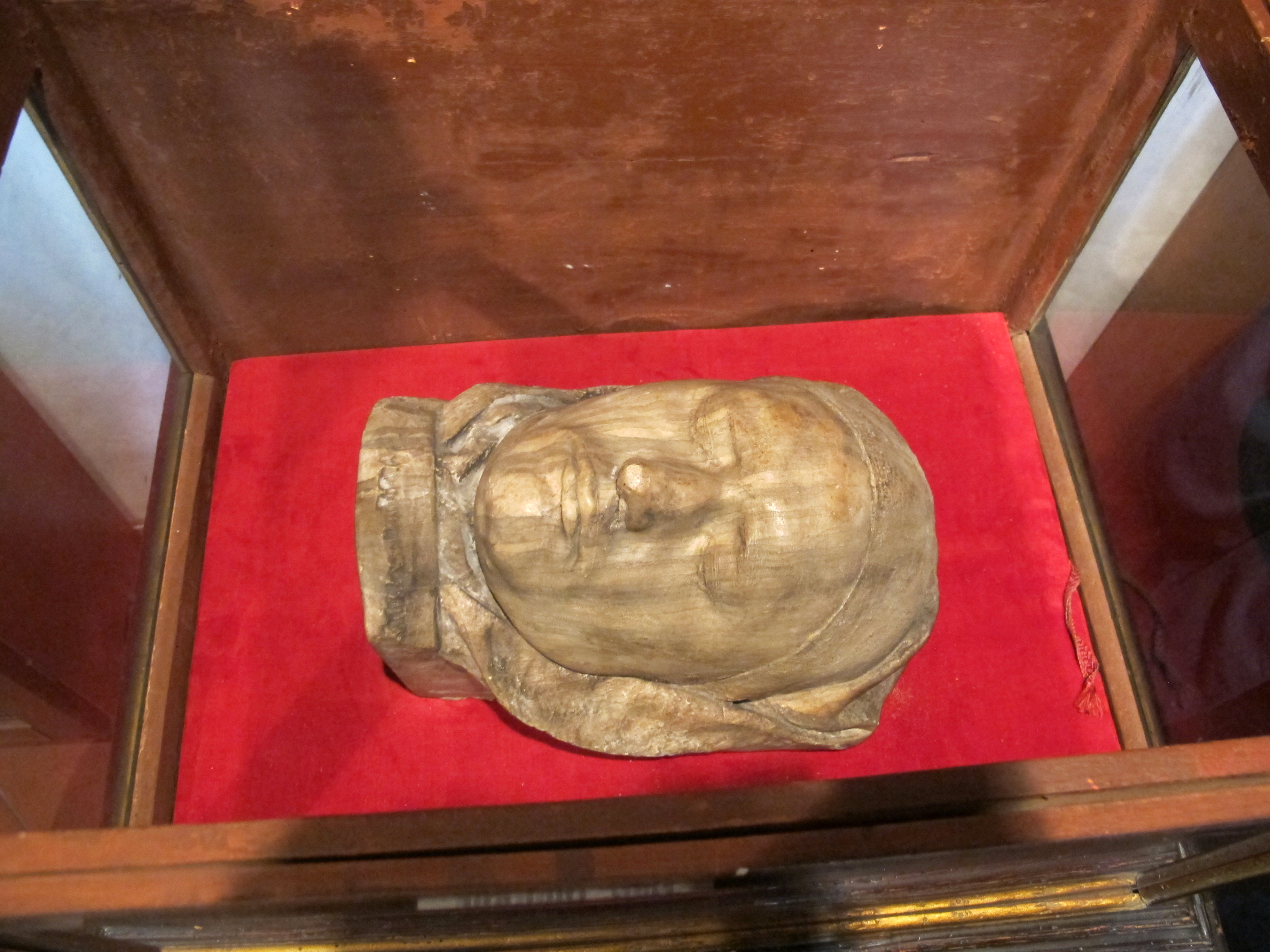
La maschera funebre di Napoleone all'Accademia degli Euteleti

#### Biblioteche
- Biblioteca comunale di San Miniato

#### Musei
- Museo diocesano d'Arte Sacra di San Miniato
- Accademia degli Euteleti
- Museo di Santa Chiara
- Oratoio del Loretino e museo archeologico
- Museo della Misericordia
- Via Angelica

### Eventi

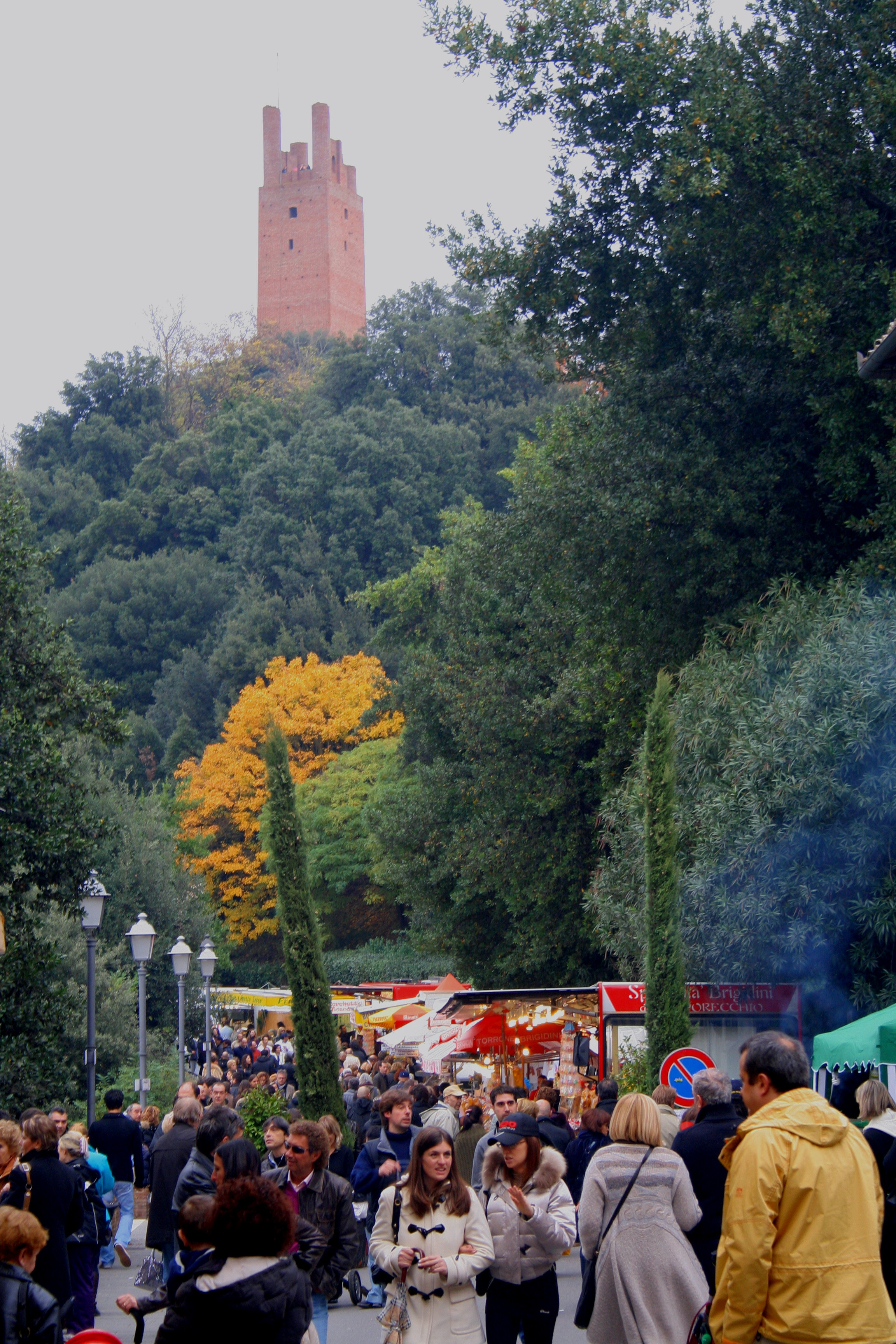
Mostra Mercato del Tartufo Bianco nel 2009

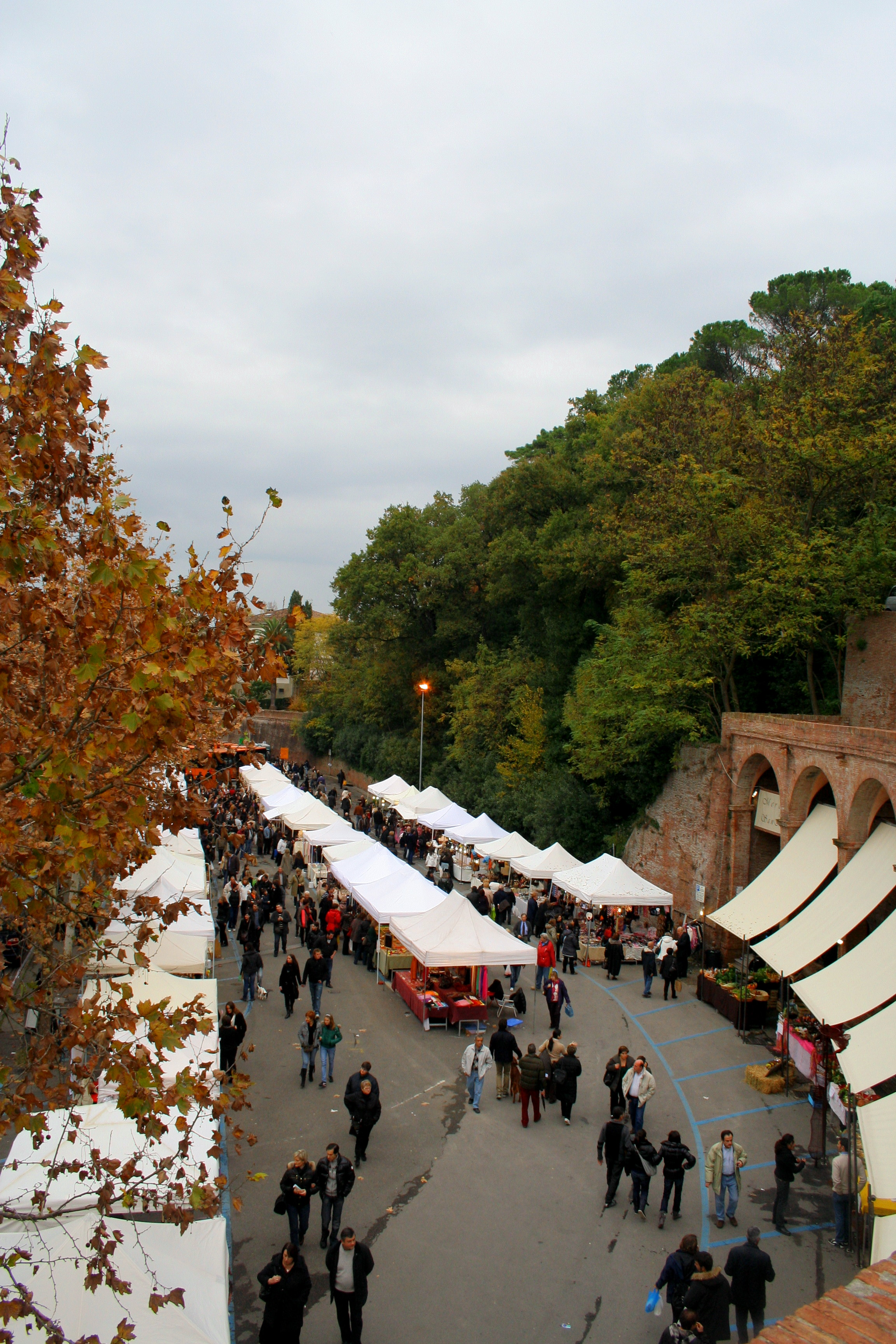
Mostra Mercato del Tartufo Bianco del 2009

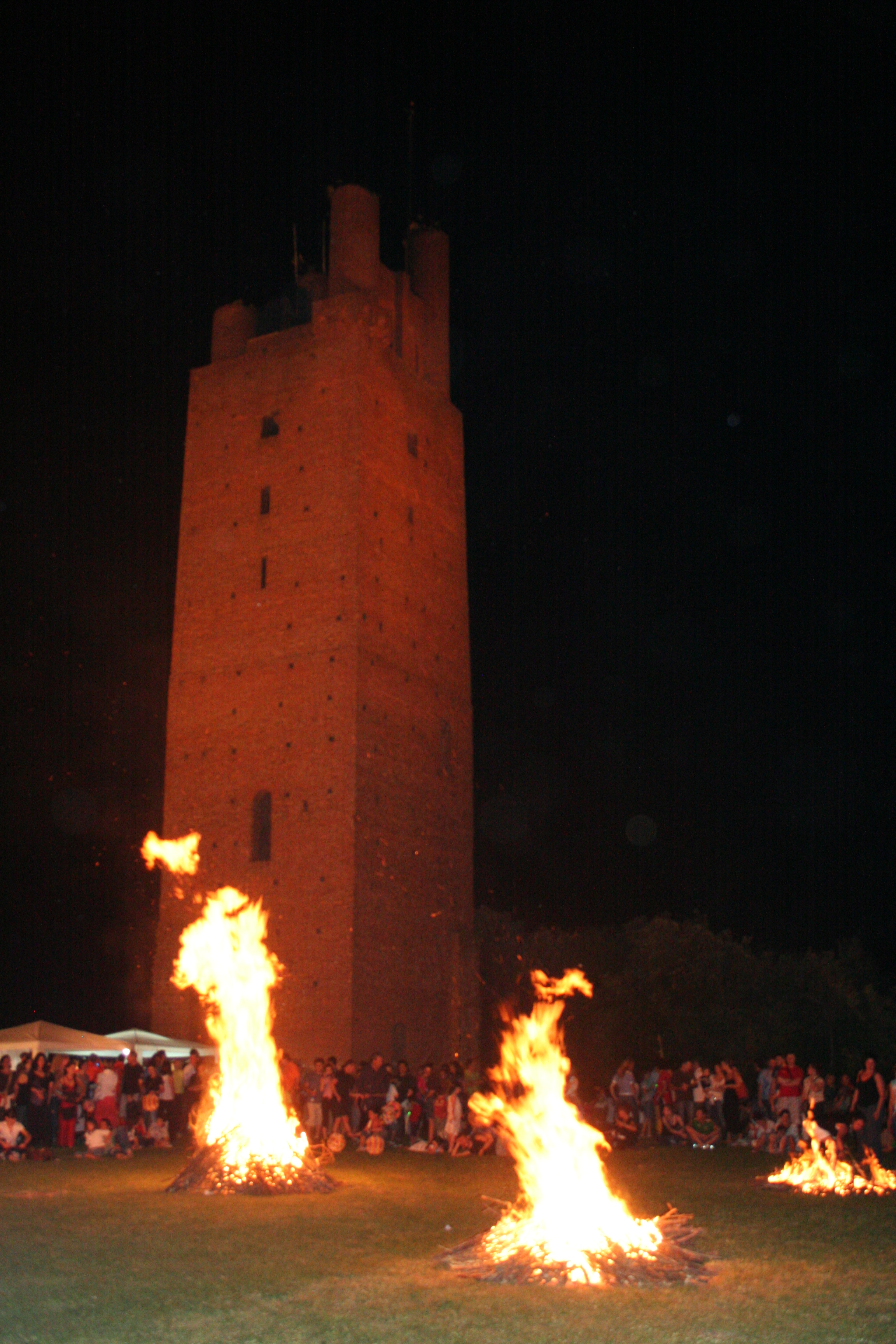
Fuochi di San Giovanni 2008

- La principale manifestazione che ha luogo nel Comune è la Mostra Mercato Nazionale del Tartufo Bianco delle Colline Sanminiatesi che si svolge nelle principali vie e piazze del capoluogo il secondo, terzo e quarto fine settimana di novembre.
- Altri eventi legati al prezioso tubero sono la Festa del tartufo di Corazzano che ha luogo in questa località la prima domenica di ottobre, la Festa del Tartufo e del Fungo di Balconevisi che si tiene nell'omonima frazione la terza domenica di ottobre e infine la Festa del Tartufo Marzuolo di Cigoli, che viene effettuata nell'omonimo paese durante il mese di marzo.
- San Miniato è sede del festival di prosa più antico d'Italia: la Festa del teatro.[13] Gestito dalla Fondazione Istituto Dramma Popolare di San Miniato, diretto da Salvatore Ciulla e presieduto da Stefano Petrucci, il festival è attivo ininterrottamente dal 1947 ed ha visto importanti attori e registi calcare il suo palcoscenico (Orazio Costa, Aldo Trionfo, Giorgio Strehler, Franco Enriquez, Luigi Squarzina tra i registi, Paolo Giuranna, Elena Zareschi, Roberto Herlitska, Massimo Foschi, Carlo Pani, Paola Gassman, Elisabetta Pozzi tra gli attori, Eliot, Bono, Woitila, tra gli autori). Il festival va in scena nel mese di luglio con la rappresentazione di un dramma popolare a soggetto religioso in piazza del Duomo.
- A fine giugno si tiene il festival internazionale del teatro di figura La luna è azzurra.
- Dal 1992 anni si svolge, durante il periodo estivo (generalmente nel mese di luglio), Prima del Teatro. Scuola europea per l'arte dell'attore.
- Durante tutto il mese di luglio hanno luogo a San Miniato e nelle frazioni del Comune i concerti di Un castello di suoni, un'importante rassegna di musica classica, che da anni porta a San Miniato musicisti di fama internazionale, valorizzando anche i giovani esecutori. Durante la manifestazione ogni anno viene proposta al pubblico un'opera lirica.
- Nella notte del 23 giugno vengono organizzati i Fuochi di San Giovanni presso il prato della Rocca di Federico II.
- La prima domenica dopo Pasqua, sempre presso il prato della Rocca di Federico II, viene organizzata la Festa degli Aquiloni.
- Le feste religiose: la prima domenica di settembre si svolge la processione della Madonna della Cintola, dalla chiesa della SS. Anunziata (detta della Nunziatina) fino alle Colline; l‘ultima domenica di ottobre c'è invece la festa del SS. Crocifisso di San Miniato.

## Geografia antropica

### Frazioni

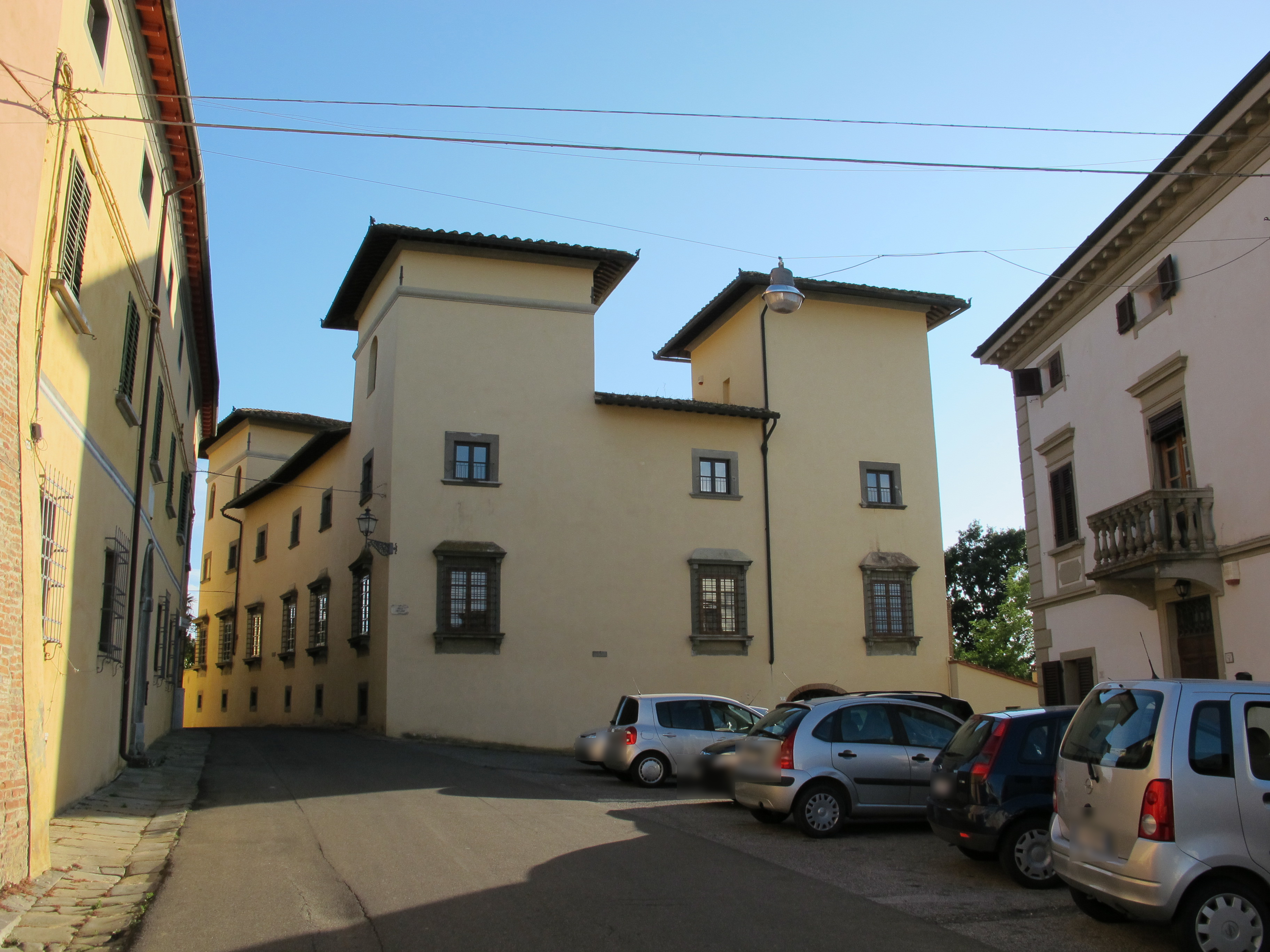
Balconevisi e la villa Strozzi

- Balconevisi (136 m s.l.m.,[14] 365 abitanti[15])
- Cigoli (114 m s.l.m., 424 abitanti[15])
- Corazzano (54 m s.l.m.,[14] 527 abitanti[15])
- Cusignano (150 m s.l.m.,[14] 650 abitanti[15])
- Isola (22 m s.l.m.,[14] 807 abitanti[15])
- La Catena (25 m s.l.m. 992 abitanti[15])
- La Scala (30 m s.l.m., 2 133 abitanti[15])
- La Serra (45 m s.l.m.,[14] 935 abitanti[15])
- Molino d'Egola (28 m s.l.m., 521 abitanti[15])
- Ponte a Egola (29 m s.l.m., 5 647 abitanti[15])
- Ponte a Elsa (30 m s.l.m., 1 484 abitanti[15])[16]
- Roffia (21 m s.l.m.,[14] 742 abitanti[15])
- San Donato (24 m s.l.m., 1 901 abitanti[15])
- San Miniato Basso (25 m s.l.m., 6 156 abitanti[15])
- San Romano (58 m s.l.m.,[14] 1 318 abitanti[15])
- Stibbio (92 m s.l.m.,[14] 309 abitanti[15])

### Altre località del territorio
Numerose sono inoltre le località abitate che compongono il territorio comunale di San Miniato.
Si ricordano: Alberaccio, Badia, Belvedere, Borghigiana, Bottega Genovini, Bucciano (52 abitanti), Buche di San Romano, Buecchio, Calenzano, Calpetardo, Calvaiola, Campriano, Canneto, Cappuccini, Casale, Casastrada, Case Altini, Case di Sant'Angelo, Case Nuove di Roffia, Casotti di Buecchio, Casotti di Moriolo, Casotti di San Romano, Casotti di Sassuolo, Casotti Genovini, Casotti Serra, Castelvecchio, Castellonchio, Castiglioni, Cavane, Collebrunacchi, Corniano, Covina, Fondo Scesa Balconevisi, Fonti, Fornaci Gronchi, Fornacino, Gargozzi, Gello di Corniano, Genovini, Ghetto, Giovanastra, Guerrazzi, Il Giardino, La Dogaia, Le Case, Le Casine, Le Colonne, Le Tombe, Leccio, Le Stalle, Madonna dei Boschi, Marzana, Mengrano, Mezzopiano, Molino Vecchio, Montagnani, Montarcone, Montebicchieri, Monte Naso, Montorzo, Moriolo (18 abitanti), Nocicchio, Ontraino, Palagetto, Palagio, Palazzo Torto, Parrino, Pino, Piano di Moriolo, Poggio, Poggio a Isola, Ponte di Ribecco, Ponte di Santa Croce, Pozzo, Romaiano, San Donato a Isola, San Genesio, San Lorenzo, San Pietro, San Quintino, Sant'Angelo a Montorzo, Sasso, Selva, Villa Ridolfi.

## Economia

### Agricoltura
Nella parte del territorio a sud del capoluogo è ancora fiorente l'attività agricola. Prodotti tipici del territorio sono, oltre al tartufo toscano bianco delle Colline Sanminiatesi, il pomodoro grinzoso, il carciofo di San Miniato e l'oliva mignola. Nelle campagne circostanti si coltiva inoltre la varietà di tabacco Kentucky utilizzato per la produzione del sigaro toscano.

### Artigianato
San Miniato Basso e Ponte a Egola sono ricche di piccole industrie manifatturiere e artigianali.

### Industria
San Miniato è uno dei comuni del comprensorio del cuoio. Le industrie sono prevalentemente localizzate nella frazione di Ponte a Egola.

### Turismo
Il centro storico medievale e gli agriturismi delle campagne richiamano molti turisti, in particolare stranieri.

## Amministrazione
| Periodo          | Periodo          | Primo cittadino    | Partito                                                                                   | Carica  | Note |
| ---------------- | ---------------- | ------------------ | ----------------------------------------------------------------------------------------- | ------- | ---- |
| 5 agosto 1944    | 13 agosto 1945   | Emilio Baglioni    | Partito Socialista Italiano                                                               | sindaco |      |
| 14 agosto 1945   | 29 marzo 1946    | Concilio Salvadori | Partito Comunista Italiano                                                                | sindaco |      |
| 30 marzo 1946    | 8 settembre 1946 | Aurelio Giglioli   | Partito Socialista Italiano                                                               | sindaco |      |
| 9 settembre 1946 | 19 giugno 1951   | Bruno Falaschi     | Partito Comunista Italiano                                                                | sindaco |      |
| 20 giugno 1951   | 21 ottobre 1954  | Concilio Salvadori | Partito Comunista Italiano                                                                | sindaco |      |
| 22 ottobre 1954  | 19 giugno 1956   | Bruno Falaschi     | Partito Comunista Italiano                                                                | sindaco |      |
| 20 giugno 1956   | 19 febbraio 1958 | Concilio Salvadori | Partito Comunista Italiano                                                                | sindaco |      |
| 20 febbraio 1958 | 19 dicembre 1960 | Benito Baldini     | Partito Comunista Italiano                                                                | sindaco |      |
| 20 dicembre 1960 | 11 gennaio 1964  | Bruno Falaschi     | Partito Comunista Italiano                                                                | sindaco |      |
| 12 gennaio 1964  | 24 luglio 1975   | Nello Baldinotti   | Partito Comunista Italiano                                                                | sindaco |      |
| 25 luglio 1975   | 7 novembre 1985  | Luciano Nacci      | Partito Comunista Italiano                                                                | sindaco |      |
| 8 novembre 1985  | 11 giugno 1990   | Pier Luigi Tonelli | Partito Comunista Italiano                                                                | sindaco |      |
| 12 giugno 1990   | 12 giugno 1999   | Alfonso Lippi      | Partito Comunista Italiano - Partito Democratico della Sinistra - Democratici di Sinistra | sindaco |      |
| 13 giugno 1999   | 7 giugno 2009    | Angelo Frosini     | Democratici di Sinistra - Partito Democratico                                             | sindaco |      |
| 8 giugno 2009    | 8 giugno 2019    | Vittorio Gabbanini | Partito Democratico                                                                       | sindaco |      |
| 9 giugno 2019    | in carica        | Simone Giglioli    | Partito Democratico                                                                       | sindaco |      |

### Unioni di comuni
Nel 2014, San Miniato è stata scelta come capoluogo dell'Unione di comuni Valdarno Inferiore. Tuttavia, tale unione, non ha avuto seguito.

### Gemellaggi
- Silly (Belgio)[20]
- Villeneuve-lès-Avignon[20]
- Betlemme[20]
- Polignano a Mare[20]
- Casola Valsenio[20] (Patto di amicizia)